# Штаудингер, Магда
Магда Штаудингер (латыш. Magda Štaudingere; 17 августа 1902 или 12 августа 1902, Uderna, Тартумаа — 21 апреля 1997, Фрайбург-им-Брайсгау) — латвийский биолог и ботаник, которая вместе со своим мужем Германом Штаудингером изучала макромолекулы и их применение в биологии. Она была признана его соавтором, когда он получил Нобелевскую премию по химии, и опубликовала семь томов его работ после его смерти. За вклад в развитие науки она награждена медалью Большого ордена Латвийской академии наук.

## Биография
Магда Войта (нем. Magda Woit) родилась в семье латвийского врача Оскарса Войтса. В детстве она жила в Санкт-Петербурге, позже много путешествовала по Германии, Венгрии и Швейцарии и свободно говорила на английском, французском, немецком и русском языках. Она также была опытной пианисткой и скрипачкой.
Магда поселилась в Германии для учёбы в Берлинском университете. Она изучала растения под руководством Готлиба Хаберландта и в 1925 году получила степень в области естественных наук. Затем, до 1927 года, она продолжила обучение в рижском Латвийском университете под руководством Николая Мальты, там она получила докторскую степень. В том же году Войта вышла замуж за Германа Штаудингера, который позже получил Нобелевскую премию по химии и переехала вместе с ним, чтобы занять должность во Фрайбургском университете в Германии. Она познакомилась с Германом летом 1927 года, после того, как сдала государственный экзамен по латвийскому языку и училась в Биологическом институте на Гельголанде. Герман незадолго до этого опубликовал результаты по моделям целлюлозы, а Войта работала над клеточными мембранами водорослей. С этого момента они начали сотрудничать в области макромолекул.
Магда Штаудингер изучала макромолекулы и их химическое строение, в том числе в рамках многолетней совместной научной работы с Германом. В 1940-х годах она вернулась к практическому применению биологических исследований макромолекул, проводя с 1945 года испытания на живых клетках. В 1946 году Герман основал журнал Makromoleculare Chemie, посвящённый достижениям в области макромолекулярной химии, а Штаудингер входила в редакционную коллегию журнала. Когда Герман получил Нобелевскую премию по химии, он выразил признательность Магде за сотрудничество в рамках его исследований. В период с 1937 по 1956 год она опубликовала 30 научных статей по молекулярной массе и микроскопическим оценкам морфологии волокон и коллоидов. В период с 1969 по 1976 год Штаудингер отредактировала и опубликовала семь томов собрания сочинений своего мужа.
После смерти Германа в 1965 году она стала президентом Международной федерации женщин с университетским образованием, где проработала до 1968 года. Она стремилась к большему признанию женщин в науке и присоединилась к ЮНЕСКО для достижения этих целей в 1970-х годах, выступая в качестве президента Немецкой комиссии ЮНЕСКО по науке с 1970 по 1975 год. Она также была первым координатором программы ЮНЕСКО «Биосфера». В 1990 году она стала почетным членом Латвийской академии наук, а в 1991 году учредила фонд помощи изучающим биологию, химию и медицину в Латвии. В 1995 году Штаудингер учредила траст «Фонд Магды и Германа Штаудингеров», пожертвовав Латвийской академии наук 30 тысяч немецких марок из средств Нобелевской премии Германа Штаудингера для  выплат вышедшим на пенсию членам академии, а также для стипендий или других компенсаций по усмотрению академии. В 1996 году она была награждена медалью Большого ордена Латвийской Академии наук.
Штаудингер умерла во Фрайбурге-им-Брайсгау 21 апреля 1997 года и была похоронена рядом со своим мужем на фрайбургском кладбище Хауптфридхоф. Символический памятник чете Штаудингер был установлен при участии Латвийской академии наук в июне 1997 году на Ропажском кладбище.

## Избранные работы
- Woit, Magda (1925). Umgestaltungen an Blattgeweben infolge des Wundreizes (u.d.T) (нем.). University of Berlin.
- Staudinger, Magda (9 июня 1942). Der fibrilläre Bau natürlicher und künstlicher Cellulosefasern. 299. Mitteilung über makromolekulare Verbindungen. Journal für Praktische Chemie (нем.). 160 (5–7): 203–216. doi:10.1002/prac.19421600505.
- Staudinger, Magda. Mikroskopische und elektronenmikroskopische Untersuchungen an makromolekularen Stoffen :  [нем.]. — Köthen, Germany : Verl. d. Chemiker-Zeitg. Otto von Halem, 1943.
- Staudinger, Magda (December 1944). Über den Faserabbau im mikroskopischen Bild. Journal für Praktische Chemie (нем.). 2 (1–5): 67–77. doi:10.1002/prac.19440020107.
- Rózsa, György; Staudinger, Magda (December 1944). Elektronenmikroskopische untersuchungen an muskelproteinen1. Die Makromolekulare Chemie (нем.). 2 (1): 66–76. doi:10.1002/macp.1948.020020105.
- Staudinger, Hermann. Die makromolekulare Chemie und ihre Bedeutung für die Protoplasmaforschung :  [нем.] / Hermann Staudinger, Magda Staudinger. — Vienna, Austria : Springer, 1954. — ISBN 978-3-211-80344-8.
- Staudinger, Magda. Arbeiten über Isopren, Kautschuk und Balata :  [нем.]. — Basel, Switzerland : Huethig & Wepf Verlag, 1969. — Vol. 1.
- Staudinger, Magda. Arbeiten über Cellulose und Cellulosederivate :  [нем.]. — Basel, Switzerland : Huethig & Wepf Verlag, 1972. — Vol. 2.
- Staudinger, Magda. Arbeiten über synthetische makromolekulare Stoffe :  [нем.]. — Basel, Switzerland : Huethig & Wepf Verlag, 1974. — Vol. 3.
- Staudinger, Magda. Arbeiten nach Sachgebieten geordnet :  [нем.]. — Basel, Switzerland : Huethig & Wepf Verlag, 1975. — Vol. 4.
- Staudinger, Magda. Arbeiten allgemeiner Richtung :  [нем.]. — Basel, Switzerland : Huethig & Wepf Verlag, 1975. — Vol. 5. — ISBN 9781566378086.
- Staudinger, Magda. Arbeiten über Die Ketene :  [нем.]. — Basel, Switzerland : Huethig & Wepf Verlag, 1976. — Vol. 6.
- Staudinger, Magda. Arbeiten über niedermolekulare organische Verbindungen :  [нем.]. — Basel, Switzerland : Huethig & Wepf Verlag, 1976. — Vol. 7.
- Staudinger, Magda (December 1971). "The Biosphere". September-Ausgabe 1970 der Zeitschrift Scientific American, Band 223. Nr. 3., W. H. Freeman & Co., San Francisco. Biologie in unserer Zeit (нем.). 1 (6): 189–190. doi:10.1002/biuz.19710010609. S2CID 86760058.
- Staudinger, Magda (10 августа 1982). Zur geschichte der zeitschrift "die makromolekulare chemie". Die Makromolekulare Chemie (нем.). 183 (8): 1829–1831. doi:10.1002/macp.1982.021830801.